# Saint-Pastous
 Saint-Pastous  es una población y comuna francesa, en la región de Mediodía-Pirineos, departamento de Altos Pirineos, en el distrito de Argelès-Gazost y cantón de Argelès-Gazost.

## Demografía
| 76 | 91 | 82 | 78 | 91 | 109 | 88 |
| Para los censos de 1962 a 1999 la población legal corresponde a la población sin duplicidades (Fuente: INSEE [Consultar]) |    |    |    |    |     |    |